# Шефер, Джон Адольф
Джон Адольф Шефер (англ. John Adolph Shafer, 23 февраля 1863 — 1 февраля 1918) — американский ботаник и фармацевт.

## Биография
Джон Адольф Шефер родился в городе Питтсбург 23 февраля 1863 года.
Шефер окончил Питсбургскую школу фармации в 1881 году и работал фармацевтом.
В 1897 году он был назначен хранителем в Отделе Ботаники в Музее естественной истории Карнеги, а в 1904 году стал хранителем Музея в Нью-Йоркском ботаническом саду. В 1895 году Шефер получил почётную учёную степень доктора фармации.
Джон Адольф Шефер умер 1 февраля 1918 года.

## Научная деятельность
Джон Адольф Шефер специализировался на папоротниковидных и на семенных растениях.

## Некоторые публикации
- Nathaniel Lord Britton; John Adolph Shafer. North American trees: being descriptions and illustrations of the trees growing independently of cultivation in North America, north of Mexico and the West Indies; with the assistance of John Adolph Shafer. New York Holt 1908[3].
- John Adolph Shafer. A preliminary list of the vascular flora of Allegheny County, Pennsylvania. Pittsburgh: Carnegie Institute Museum, 1901[4].
- Nathaniel Lord Britton; John Adolph Shafer. North American trees: being descriptions and illustrations of the trees growing independently of cultivation in North America, north of Mexico and the West Indies. London: Constable, 1908[5].

## Почести
Его именем были названы роды Shafera и Shaferocharis.